# 西王镇 (衡水市)
西王镇，是中华人民共和国河北省衡水市冀州区下辖的一个乡镇级行政单位。

## 行政区划
西王镇下辖以下地区：
西吕津村、西王庄村、西罗口村、东罗口村、北贾村、南贾村、逍遥村、桥北店村、杜家庄村、高田庄村、五分村、水泊张家村、吉会台村、南枣园村、北枣园村、南张庄村、巨先庄村、前韩家庄村、柏芽庄村、北张庄村、清官店村、高庄村、耿家庄村、东吕津村和埝口村。